# Филота
Вижте пояснителната страница за други личности с името Филота.
Филота (на старогръцки: Φιλώτας) е пълководец на македонския цар Александър Велики.

## Биогарфия
Филота произхижда от висша македонска фамилия. Той е най-големият син на пълководеца Парменион и брат на Никанор и Хектор. Сестра му се омъжва за военачалниците Атал (враг на Александър) и Коин. Филота не е в кръга на младежките приятели (syntrophoi) на принц Александър, а другар на Аминта IV, изместеният от властта от Филип II. През 336 г. пр. Хр. той е назован за свидетел на Филип II, когато Александър е изгонен от двора по времето на Пиксодар-аферата. Вероятно Филота служи като информант на стария цар Филип II за действията на Александър.
В началото на похода на Александър в Азия, той е командир. През 332/331 г. пр. Хр. той е в Египет и разказва на метресата си Антигона, че големите успехи на Александър против персийците се дължат само на него и баща му и че без него царят е нищо, като дете. На свой ред Антигона разказва това на Кратер, който докладва на Александър. В Египет умира брат му Хектор и е погребан с всичките военни почести. В битката при Гавгамела през 331 г. пр. Хр. Филота е първият офицер на хетайри конницата. Заедно с Леонат той завладява град Газа след обсада месеци наред. През есента 330 г. пр. Хр. умира брат му Никанор и Филота получава нареждането от Александър да се грижи за погрбението на брат си в провинция Арея, а войската продължила по-нататък. Така Филота е за кратко също, както баща му, извън главния щаб.
Филота се присъединява към войската, когато тя е на лагер във Фрада (днес Фарах), столицата на провинция Дрангиана. Там той получава съобщение от войника Кебалин за заговор на множество войни около Димн, който планира убийството на царя. Филота не съобщава това на царя, въпреки че като главен офицер има два пъти дневно достъп до него. Тогава Кебалин успява да влезе при царя и му разказва. Веднага всички смятат, че Филота също е замесен. Офицерите Кратер и Хефестион, както и зет му Коин и други офицери, които не го харесват заради неговата арогантност, застават срещу него. Александър изисква пред състоялия се процес пред войсковото събрание неговото смъртно наказание. След мъчения той се признава за виновен и казва, че баща му също е замесен. Той е екзекутиран чрез копие или чрез хвърляне на камъни. Малко след това баща му е убит.